# Stazione di Caldari
La stazione di Caldari era una stazione ferroviaria posta lungo la ferrovia Sangritana. Serviva Villa Caldari, frazione del comune di Ortona.

## Storia
La stazione venne inaugurata nel 1912 insieme alla tratta Ortona-Guardiagrele; dal 1915 al 1984 fu servita dalla linea per Crocetta.
La stazione continuò il suo esercizio fino alla sua chiusura, avvenuta nel 1984 quando la linea fu soppressa.